# Коморницька культура
Коморницька культура — археологічна культура, що існувала на території Польщі в епоху раннього і середнього мезоліту та в Західній Білорусі в IX—VII стст. до н. е.. Назву дав в 1965 році Стефан Кароль Козловський згідно епонімічної стоянки «Коморниця» в Мазовії. Іноді культуру називають «Нарвський цикл».

## Походження і зникнення
Розвиток культури охоплює період близько 8-5 тисяч років тому. Найдовше культура існувала на території Сілезії. Після зникнення свідерської культури на територію сучасної Польщі прибули групи мезолітичного населення з території Німецької низовини, пов'язані з мезолітичною культурою Дуфензеє.
Зникнення культури пов'язано з технологічними змінами, в тому числі збільшенням кількості мікролітів, а також з міграцією на її територію представників культури Свердборг, в результаті чого виникає нова гібридна хойницько-пеньківська культура.

## Область поширення

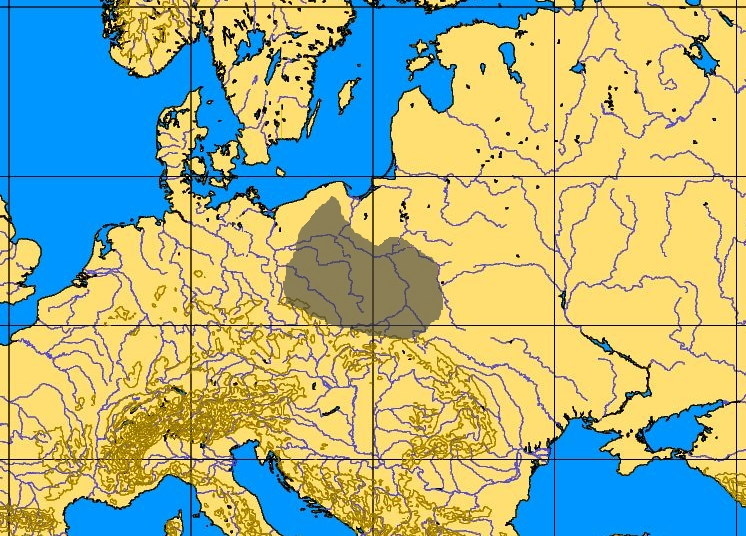
Поширення Коморницької культури

Культура займала більшу частину сучасної Польщі, за винятком її північно-східної частини. Окремі коморницькі пам'ятники зустрічаються на теренах Західної Білорусі, а також Прип'ятського Полісся. Належала до північного (нордичного) кола мезолітичних культур.
Сукупність культурних явищ, пов'язаних з даними колом, охоплює райони, розташовані між Англією, яка під час пребореального голоцену ще була пов'язана з материком через Доггерланд (південнобалтийський шельф у той час був затоплений лише в Атлантиці) і Білоруссю. Ця сукупність охоплювала регіони Англії (культури Стар-Карр), Нідерланди, Німеччину (культура Дуфензеє), Данію (культура Маглемозе), і райони Польщі (Коморницька культура).

## Характерні артефакти

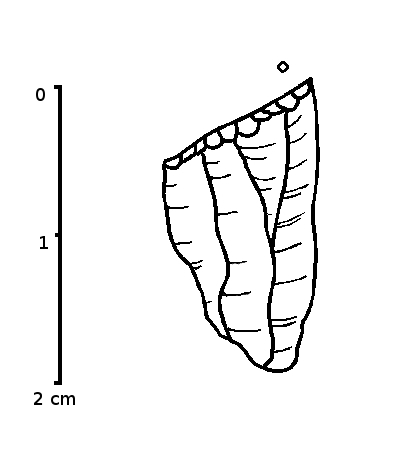
Вістря типу Коморниця

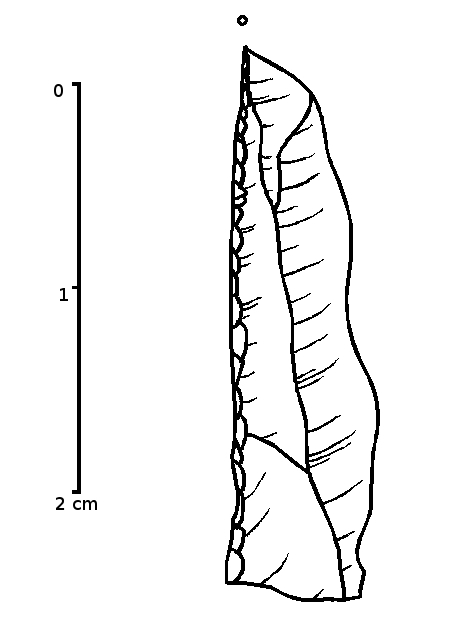
Вістря типу Ставинога

Технологія обробки кремнію заснована на експлуатації одно- і двоплощадочних нуклеусів технікою прямого удару твердим або м'яким відбійником. Основний тип заготівлі — відщепи і нерегулярні пластини. Характерний набір мікролітів — пластинки з усіченим кінцем за допомогою ретуші (типу Коморниця), пластинки з притупленим ретушшю краєм (типу Ставинога і ланцетоподібні), широкі трикутники. Серед інших знарядь — короткі скребки, різці, проколки. Кістяний інвентар практично відсутній в археологічному матеріалі (через погану збереженість), за винятком одиничних знахідок рогових мотик, іноді прикрашених орнаментом.

## Поселення
Стоянки розташовувалися в дюнах і на річкових терасах і могли бути як багатонаметовими (основні табори), так і «супутниковими», меншими. Більші угруповання можуть свідчити про повернення в ті ж місця проживання в довгостроковій перспективі.

## Господарство і суспільство
Господарство Коморницької культури було мисливсько-збиральним, на деяких територіях більш важливу роль відігравало рибальство. Також Коморницьке населення видобувало охру в околицях Гжибові-Гури.